# Guarapari
Guarapari är en stad och kommun i delstaten Espírito Santo i östra Brasilien. Staden ligger vid kusten och är känd för sina stränder med svart monazitsand. Folkmängden uppgår till cirka 100 000 invånare.

## Administrativ indelning
Kommunen var år 2010 indelad i tre distrikt:
- Guarapari
- Rio Calçado
- Todos os Santos

## Befolkningsutveckling
| Område              | Areal (km²)   | Invånarantal 1 augusti 2000 | Invånarantal 1 augusti 2010 | Invånarantal 1 juli 2014 |
| ------------------- | ------------- | --------------------------- | --------------------------- | ------------------------ |
| Kommun              | 594,49        | 88 400                      | 105 286                     | 118 056                  |
| Urban befolkning    | Ingen uppgift | 82 589                      | 100 528                     | Ingen uppgift            |
| ...varav centralort | Ingen uppgift | 82 470                      | 100 490                     | Ingen uppgift            |